# Liste von Kampfäxten
In dieser Liste der Kampfäxte sind Kampfäxte und Streitäxte aus verschiedenen Zeitaltern und Kulturräumen aufgelistet. Die hier aufgelisteten Kampfäxte wurden als Waffe benutzt.

## A
- Australische Streitaxt

## B
- Bartaxt
- Bauernaxt
- Beil
- Berdysch
- Bergbarte
- Bhuj (Waffe)
- Biliong
- Bullova

## C
- Ciupaga

## D
- Dänenaxt
- Deutsche Streitaxt (14. Jahrhundert)
- Doloire

## E
- Enterbeil

## F
- Fang-Axt
- Fensteraxt
- Fon-Axt
- Franziska (Waffe)

## I
- Ibia
- Igorot-Kopfaxt
- Imbemba
- Indische Streitaxt (frühe Version)
- Indische Zeremonial- und Streitaxt
- Isizenze
- I-Wata-Jinga

## K
- Kilonda
- Kuba-Axt

## L
- Lochaber-Axt
- Lohar
- Luba-Shankadie-Axt
- Luguru-Axt

## M
- Masakari
- Mbala-Axt
- Mogul-Axt
- Mordaxt

## N
- Naga Dao

## O
- Onzil

## P
- Persische Doppelaxt

## Q
- Quajar-Axt

## S
- Sagaris (Waffe)
- Shoka
- Silepe
- Stabdolch
- Streitaxt

## T
- Tomahawk
- Tabar Zin
- Toki-Kakau-Poto
- Toki-Pou-Tangata
- Tungi

## Y
- Yakoma-Status-Axt

## Z
- Zeremonielle Bali-Axt